# Afaq Bəşirqızı
Afaq Bəşirqızı (Baku, 1955. augusztus 15. –) azeri színésznő, érdemes művész.

## Élete és pályafutása
Afaq Bəşirqızı 1955-ben született az ismert azerbajdzsáni komikus, Bəşir Səfəroğlu lányaként. 1974 és 1979 között az Azerbajdzsáni Állami Kulturális és Művészeti Egyetemen tanult. 1973-ban kezdődött színészi karrierje a Lənkərani Állami színházban. 1975-ben Sumqayıtba költözött és a helyi színházban dolgozott. Főképp komikaként lett ismert, egyik leghíresebb szerepe Söylü, egy sikertelen költő felesége volt a Bəxt üzüyü című filmben.
Bəşirqızı színészetet is oktat az Azerbajdzsáni Állami Kulturális és Művészeti Egyetemen. 2009-ben megnyitotta az édesapjáról elnevezett Bəşir Səfəroğlu Színházat Moszkvában.
A színésznő férjezett, egy fia van.

## Filmográfia
- 1969: Bəşir Səfəroğlu – önmaga
- 1982: Evləri köndələn yar – Darçınbəyim
- 1986: 20+1 – tanár
- 1986: Gözbağlıcı – Aparıcı
- 1987: Yaşıl eynəkli adam – Zəhra
- 1991: Bəxt üzüyü – Söylü
- 1992: 777 №-li iş – óvónő
- 1995: Bala-başa bəla! – Suğra
- 1996: Yarımştat – Ayka
- 1999: Yaşıl eynəkli adam 2 – Zəhra
- 2001: Nekroloq – Gülya
- 2002: Yaşıl eynəkli adam 3 – Zəhra
- 2003: Dəvətnamə
- 2005: Girov – eladónő
- 2015: Qaynanamız – Ağanaz
- 2016: Həddən artıq uyğunluq
- 2017: Bəxt üzüyü 2 – Söylü

## Díjai és elismerései
- Érdemes Művész, 1989[3][4]
- Népi Művész, 1993[4]
- Qızıl Dərviş (Arany Dervis-díj), 1993, 2003[1][4]
- Köztársasági Elnöki Díj, 2010
- A legjobbak legjobbika-díj, 2011[5]